# SN 2005hr
SN 2005hr – supernowa typu Ia odkryta 3 października 2005 roku w galaktyce A031833+0007. W momencie odkrycia miała maksymalną jasność 22,70m.